# Emily Wijk
Emily Wijk (född Dickson), född 25 augusti 1849 i Göteborg, död där 24 december 1943, var en svensk donator.
Emily Wijk var dotter till grosshandlaren Edward Dickson och Isobel Gordon. Hon erhöll en mångsidig utbildning i hemmet. År 1868 gifte hon sig med Erik Wijk. Emily Wijk var varmt intresserad av sin makes kommunala och politiska strävanden och vistades tillsammans med honom under många riksdagar i Stockholm. Hennes sociala och kulturella intresse tog sig särskilt efter makens död uttryck i privat välgörenhet och särskilt i gåvor till olika institutioner, med vilka hennes namn är förknippat. 
År 1913 donerade hon 300 000 till Emily Wijks stiftelse för uppförande av hyresfria bostäder åt självförsörjande bildade kvinnor i Göteborg och 60 000 för dessa byggnader för dessas underhåll. Erik Wijk hade ett år före sin bortgång skänkt 100 000 kronor till Göteborgs högskola. I syfte att fullfölja hans intentioner överlämnade hon 1919 till högskolan ett belopp av 350 000 till förbättring av de äldre professorernas löner och till inrättandet av docentstipendier. Wijk skänkte även stora summor till Göteborgs orkesterförening, bland annat 100 000 för beredande av bostäder åt gamla eller sjuka orkestermusiker, till Göteborgs handelsinstitut, till dispensärverksamheten och arbetsstugorna i Norrbotten med mera. Hon erhöll 1924 Illis quorum. Makarna Wijk är begravda på Östra kyrkogården i Göteborg.